# Summit (Arizona)
Summit è una località degli Stati Uniti d'America, situata nella Contea di Pima, nello Stato dell'Arizona.